# Silvia Modig
Pour les articles homonymes, voir Modig.
Silvia Modig, née le 8 juillet 1976 à Helsinki, est une journaliste et femme politique finlandaise, membre de l'Alliance de gauche. Elle est élue députée européenne en 2019.